# Grigorowitsch M-9
Die Grigorowitsch M-9 (russisch Григорович М-9) war ein russisches dreisitziges Doppeldecker-Flugboot, das von Dmitri Grigorowitsch entwickelt wurde. Das Flugzeug wurde auf Basis der Grigorowitsch M-5 konstruiert und hatte wie diese einen Motor mit einem Druckpropeller. Es wurde als bewaffnetes Aufklärungsflugzeug entwickelt. Ab 1916 gab es auch ein Schulflugzeug dieses Typs, das aber ebenfalls als Aufklärer verwendet werden konnte.

## Geschichte
Die Maschine startete im Dezember 1915 zu ihrem Erstflug. Die Flugversuche in Baku dauerten bis zum 9. Januar 1916. Das Flugzeug konnte bis zu einer Wellenhöhe von 50 cm sicher verwendet werden, war sehr zuverlässig und gut zu handhaben. Am 17. September 1916 konnte mit einer Maschine, die zusätzlich zum Piloten noch einen Passagier trug, ein Looping geflogen werden. Es war das erste Flugboot, das dazu fähig war. Der robuste Rumpf erlaubte es, auch ohne Skier auf Schnee zu landen. Der Prototyp hatte noch eine ovale Triebwerksverkleidung, die aber entfernt wurde und auch in der Serie nicht mehr verwendet wurde. Der Beobachter bediente ein nach vorne gerichtetes, bewegliches MG.
Der größte Nachteil der Maschine im Kampfeinsatz war der fehlende Schutz gegen von hinten angreifende Gegner. Es gab Versuche, nach hinten feuernde Waffen einzubauen, aber ohne Erfolg. Schließlich war man gezwungen, die M-9 nur noch mit Begleitschutz einzusetzen, um die Verluste in Grenzen zu halten. Am 4. Julijul. / 17. Juli 1916greg. schossen vier M-9 bei einem Luftkampf über der Ostsee zwei von vier deutschen Flugzeugen ab. Dieser Tag gilt seitdem als Gründungsdatum der russischen und später sowjetischen Seefliegerkräfte. Die M-9 war das erste Bordflugzeug der russischen Marine und wurde erstmals auf dem Transporter „Orliza“ eingesetzt.
Während des Russischen Bürgerkrieges wurde die M-9 zusammen mit Flussschiffen und über den Seen eingesetzt. Einer der bekanntesten Einsätze fand während der Verteidigung von Baku im Juli/August 1918 statt. Die Maschinen wurden dabei als Aufklärer, Artilleriebeobachter, Jagd- und Kampfflugzeuge eingesetzt.
Insgesamt wurden von diesem Typ etwa 500 Stück gefertigt.

## Technische Daten
| Kenngröße             | Aufklärer 1915                  | Schulflugzeug 1916 |
| --------------------- | ------------------------------- | ------------------ |
| Besatzung             | 3                               | 3                  |
| Länge                 | 9 m                             | 9 m                |
| Spannweite            | 16 m                            | 16 m               |
| Flügelfläche          | 54,8 m²                         | 54,8 m²            |
| Leermasse             | 1060 kg                         | 1060 kg            |
| Startmasse            | 1610 kg                         | 1540 kg            |
| Höchstgeschwindigkeit | 105 km/h                        | 110 km/h           |
| Flugdauer max.        | 5 h                             | 3,5 h              |
| Dienstgipfelhöhe      | 3000 m                          | 3000 m             |
| Steigzeit             | auf 1000 m 13 min 2000 m 35 min | 12 min 30 min      |
| Triebwerk             | 1 × Salmson                     | 1 × Salmson        |
| Leistung              | 103 kW (140 PS)                 | 110 kW (150 PS)    |